# Voorlopige regering van Albanië
De voorlopige regering van Albanië (Albanees: Qeveria e Përkohshme e Shqipërisë) was de eerste regering van het moderne Albanië als onafhankelijke staat (onafhankelijk Albanië). Albanië werd na eeuwenlange Ottomaanse heerschappij onafhankelijk. De voorlopige regering werd in 1912 in Vlorë gevormd door de Vergadering van Vlorë. Deze regering werd tot 22 januari 1914 geleid door Ismail Qemali en daarna door Fejzi Bej Alizoti. De voorlopige regering werd ontbonden bij de kroning van prins Wilhelm zu Wied tot vorst van Albanië in 1914.

## Onafhankelijkheid
Nadat de laatste onafhankelijke Albanese staat, de Liga van Lezhë, na de Albanees-Ottomaanse Oorlog in 1479 werd verslagen door de sultans behoorde Albanië ruim 400 jaar tot het Ottomaanse Rijk. Albanië riep op 28 november 1912 onafhankelijkheid uit van het Ottomaanse Rijk waarna het onder druk van vooral Oostenrijk-Hongarije en Italië door de internationale gemeenschap werd erkend.